# Inessief
De inessief (van het Latijnse in-esse, "er (binnen) in zijn") is een vooral in de Fins-Oegrische talen, Hongaars, Baskisch en Litouws belangrijke naamval, met als hoofdbetekenis "in". Deze betekenis komt grotendeels overeen met die van de locatief in sommige andere talen en die van de Latijnse ablatief.
In het Fins wordt de inessief gevormd door de uitgang -ssa of  -ssä achter de stam te plaatsen. In het Estisch wordt de uitgang -s toegevoegd aan de genitief. 
In het Hongaars worden de uitgangen -ban en -be het meest gebruikt, hoewel er in bijzondere gevallen andere uitgangen gebruikt worden zoals -on, -en en -ön, vooral als het om Hongaarse steden gaat. 
Vanzelfsprekend wordt de inessief in andere talen op heel andere manieren gevormd, bijvoorbeeld:
| Fins     | Estisch | Hongaars | Baskisch | Litouws | Nederlands  |
| -------- | ------- | -------- | -------- | ------- | ----------- |
| talo     | maja    | ház      | etxea    | nam     | huis        |
| talo-ssa | maja-s  | ház-ban  | etxea-n  | nam-e   | in het huis |

## Verwante begrippen
De ablatief, adessief, allatief, elatief en illatief zijn andere vormen van de Fins-Oegrische locatief. De betekenis van de adessief staat min of meer in tegenstelling tot die van de inessief.